# Верхние Пинячи
Верхние Пинячи — село в Заинском районе Татарстана. Административный центр Верхнепинячинского сельского поселения.

## География
Находится на левом притоке реки Авлашка, в 30 км к северу от железнодорожной станции Заинск.

## История
Село основано в начале XVIII века, предположительно, выходцами из окрестностей города Мамадыш. В дореволюционных источниках упоминается также под названиями Черемисская Пустошь, Тимерсу.
До 1860-х годов жители относились к категории государственных крестьян (из служилых и ясачных татар). По данным 1795 года, здесь также проживали «ясашные из черемис тептяри».
Основные занятия жителей в этот период – земледелие и скотоводство, были распространены кузнечный и рогожный промыслы, извоз по Челнинскому почтовому тракту. 
Население села активно участвовало в Крестьянской войне 1773–1775 годов под предводительством Е. И. Пугачёва.
В «Списке населенных мест по сведениям 1870 года», изданном в 1877 году, населённый пункт упомянут как деревня Верхние Пинячи (Тимирсу-Тамак) 4-го стана Мензелинского уезда Уфимской губернии. Располагалась при речке Тимирсу, между левой стороной коммерческого тракта из Бугульмы в село Бетьки и правой — Бирско-Мамадышского, в 62 верстах от уездного города Мензелинска и в 19 верстах от становой квартиры в селе Бережные Челны. В деревне, в 44 дворах проживали 303 человека (татары, 139 мужчин и 164 женщины), были мечеть, училище (медресе), водяная мельница. Помимо традиционных земледелия и скотоводства, жители занимались пчеловодством.
В 1887 году (по другим сведениям – в 1890 г.) взамен сгоревшей деревянной была построена мечеть (в 1936 г. закрыта, сломан минарет; здание использовалось под школу, детский сад, интернат, с 1984 г. – как правление колхоза; в 1993 г. возвращена верующим, реконструирована; памятник культовой архитектуры в стиле эклектики «кирпичного» направления). В начале XX века земельный надел сельской общины составлял 661 десятину.
По подворной переписи 1912–1913 годов, из 130 дворов 39 были безлошадными, 86 – одно-, двухлошадными, 5 имели по три и более рабочих лошадей; зарегистрировано 1442 головы крупного рогатого и прочего скота, 112 пчелосемей; 66 крестьянских дворов земледелие совмещали с кустарными промыслами.
До 1920 года село относилось к Ахметьевской волости Мензелинского уезда Уфимской губернии. С 1920 года в составе Мензелинского, с 1921 – Челнинского кантонов ТАССР. С 10 августа 1930 года в Челнинском, с 10 февраля 1935 – в Заинском, с 1 февраля 1963 – в Челнинском, с 1 ноября 1972 года в Заинском районах.
В период коллективизации в селе организован первый колхоз (с 1998 г. – сельскохозяйственный производственный кооператив).

## Население
| 1724 | 1795 | 1859 | 1870 | 1897 | 1920 | 1926 | 1938 | 1949 | 1958 | 1970 | 1979 | 1989 | 2002 | 2010 | 2017 |
| ---- | ---- | ---- | ---- | ---- | ---- | ---- | ---- | ---- | ---- | ---- | ---- | ---- | ---- | ---- | ---- |
| 21   | 33   | 273  | 303  | 501  | 741  | 676  | 582  | 539  | 303  | 461  | 334  | 233  | 301  | 280  | 287  |

Национальный состав села — татары.

## Экономика
Функционируют подразделение агрофирмы «Зай» (с 2005 г.), крестьянские фермерские хозяйства (полеводство, молочное скотоводство, птицеводство).

## Инфраструктура
Начальная школа, дом культуры (открыт в 1935 г. как клуб), библиотека и фельдшерско-акушерский пункт (все – в здании многофункционального центра 2013 г.).